# U-120 (1940)
| U-120                      | U-120                                              | U-120                                              |
| -------------------------- | -------------------------------------------------- | -------------------------------------------------- |
|                            |                                                    |                                                    |
|                            |                                                    |                                                    |
|                            |                                                    |                                                    |
| Під прапором               | Третій рейх                                        | Третій рейх                                        |
| Спуск на воду              | 14 березня 1940                                    | 14 березня 1940                                    |
| Виведений зі складу флоту  | 2 травня 1945                                      | 2 травня 1945                                      |
| Сучасний статус            | розрізаний на метал                                | розрізаний на метал                                |
| Проєкт                     |                                                    |                                                    |
| Тип ПЧ                     | Малий ДПЧ                                          | Малий ДПЧ                                          |
| Основні характеристики     |                                                    |                                                    |
| Швидкість (надводна)       | 13 вузлів                                          | 13 вузлів                                          |
| Швидкість (підводна)       | 7 вузлів                                           | 7 вузлів                                           |
| Гранична глибина занурення | 150 м                                              | 150 м                                              |
| Екіпаж                     | 25 осіб                                            | 25 осіб                                            |
| Розміри                    |                                                    |                                                    |
| Довжина найбільша (по КВЛ) | 42,7 м                                             | 42,7 м                                             |
| Ширина корпусу найб.       | 4,08 м                                             | 4,08 м                                             |
| Висота                     | 8,6 м                                              | 8,6 м                                              |
| Середня осадка (по КВЛ)    | 3,90 м                                             | 3,90 м                                             |
| Водотоннажність надводна   | 279 т                                              | 279 т                                              |
| Озброєння                  |                                                    |                                                    |
| Артилерія                  | 1 × 2 cm/65 C/30 (1000 снарядів)                   | 1 × 2 cm/65 C/30 (1000 снарядів)                   |
| Торпедно- мінне озброєння  | 3 TA 5 торпед або 18 мін (за іншими даними ТМА 12) | 3 TA 5 торпед або 18 мін (за іншими даними ТМА 12) |

U-120 — малий німецький підводний човен типу II-B для прибережних вод, часів Другої світової війни. Заводський номер 268.
Введений у стрій 20 квітня 1940 року. Приписаний до навчальної флотилії. З 1 липня 1940 року приписаний до 21-ї навчальної флотилії. Бойових походів не мав. 17 березня 1945 року переданий в 31-шу навчальну флотилію. Затоплений 2 травня 1945 року в порту міста Бремергафен. Після війни піднятий і розрізаний на метал.

## Командири
- Оберлейтенант-цур-зее Ернст Бауер (20 квітня — 25 листопада 1940)
- Капітан-лейтенант Вольфганг Гейда (26 листопада 1940 — 19 травня 1941)
- Оберлейтенант-цур-зее Віллі-Родеріх Кернер (20 травня 1941 — 24 лютого 1942)
- Оберлейтенант-цур-зее Ганс Фідлер (25 лютого — 30 вересня 1942)
- Лейтенант-цур-зее Альфред Радермахер (15 вересня 1942 — 24 травня 1943)
- Лейтенант-цур-зее Адольф Гундлах (24 травня — 26 липня 1943)
- Оберлейтенант-цур-зее Йоахім Зауербір (26 липня 1943 — 14 вересня 1944)
- Оберлейтенант-цур-зее Рольф Рюдігер Бензель (15 вересня 1944 — 5 травня 1945)